# Johannes Ligarius
Johannes Ligarius, auch Bender (* 1529 in Nesse; † 21. Januar 1596 in Norden) war lutherischer Theologe, Reformator und Konfessionalist.

## Leben
Ligarius besuchte die Lateinschule in Emden und ging zum Studium über Magdeburg nach Wittenberg, wo er am 17. Dezember 1547 immatrikuliert wurde. Als er nach langjährigen Studien 1556 in seine Heimat zurückkehrte, übernahm er nach kurzem Aufenthalt in Hage das Pfarramt Uphusen. Der konfessionelle Kampf war in vollem Gang, als er 1559 nach Norden berufen wurde. Als er wegen des Streitens auf der Kanzel 1564 abgesetzt wurde, berief ihn der Häuptling Eger Houwerda nach Wolthusen im heutigen Emden.
1566 ging Ligarius nach Antwerpen, wo er gemeinsam mit Hermann Hamelmann, Matthias Flacius und Cyriakus Spangenberg für den Aufbau einer lutherischen Gemeinde sorgte und an der „Confessie oft Bekenntnisse... in der kerke binnen Antwerpen“ mitarbeitete und als einer von sechs Predigern in der Gemeinde wirkte. Kurze Zeit war Ligarius Feldprediger im Heer Wilhelms von Oranien, dann kehrte er nach Ostfriesland zurück und wirkte in seinem Heimatdorf.
1577 berief ihn Graf Edzard II. als Hofprediger nach Aurich. Dieses Amt, das immer größere Bedeutung erlangte, erfüllte er bis 1585. Er setzte sich für die lutherische Abendmahlslehre ein. Mit seiner Schrift „Isagoge ad concordantiam in controversia de coena domini“ suchte er einen Ausgleich der Gegensätze zu erreichen. Unterstützt wurde er dabei von Württemberg. Die Gründe für seine Entlassung sind undeutlich, denn sein Nachfolger wurde Gottfried Heßhusen, der die Linie der Gnesiolutheraner fortsetzte.
Ligarius wirkte noch eine kurze Zeit im niederländischen Woerden, dann zog er sich nach Emden zurück und befasste sich mit exegetischen Studien. Bald wurde er aufgrund theologischer Auseinandersetzungen von Emden vertrieben und wendete sich Norden zu, wo er verstarb. Das ostfriesische Luthertum verdankt ihm seine feste Prägung, z. B. durch die Schaffung einer neuen Gottesdienstordnung, der Engerhafer Liturgie.